# Tsutomu Narita
Tsutomu Narita (Japans: 成田 勤, Narita Tsutomu) (Hachioji, 14 januari 1984) is een Japans componist, arrangeur en pianist.
Als jeugdige muzikant verzamelde hij ervaring in de blaas- en koormuziek. Als componist is hij volledig autodidact en componeerde vanaf 16-jarige leeftijd. Narita is werkzaam als leraar en dirigent van blaasorkesten aan openbare scholen in de prefectuur Kanagawa. 

## Composities

### Werken voor harmonieorkest
- 2004: - Everytime, Everywhere, op. 1
- 2005: - Seiho no sora (Western Sky), op. 2
- 2006: - The Forces of Nature, op. 6
- 2006: - Henkaku heno koshin (Procession to Change), op. 7
- 2006: - Spring Field -Paradise of Life-, op. 8
- 2006: - message, op. 11e
- 2006: - shaft, op. 12
- 2007: - Summer Ocean -Sailing-, op. 15
- 2007: - Aru hitotsu no Ketsumatsu (A Conclusion) -Dear my Friends-, op. 16
- 2007: - Autumn Forest -Spirit's Lullaby-, op. 20
- 2008: - Kansokyoku (Interlude), op. 28
- 2008: - Fight Song for Yokohama Ryokuen Sogo High School, op. 31
- 2009: - Sora no kioku (Remembrance of Sky), op. 39
- 2012: - For glow-Band, op. 48
- 2012: - Winter Sky〜Fly to the Next World, op. 49
- 2013: - Windmill of the Month, op. 50
- 2013: - Beyond the Horizon, op. 51

### Kamermuziek
- 2005: - Another Hadith, voor 4 trombones en slagwerk, op. 3
- 2005: - Sogen ni maiagaru kaze (Wind blown up at a grassland), voor trompet en piano (of altsaxofoon en piano) op. 4
- 2005: - Sono kagayaki no mukoni (Beyond the shining), voor dwarsfluit, hobo, klarinet en piano (of sopraansaxofoon en piano), op. 5
- 2006: - Like the Wind, voor koperkwintet, op. 9
- 2006: - Cosmic Ray, voor altsaxofoon, contrabas en piano, op. 10
- 2006: - message, voor trombone en piano (of trompet en piano; of sopraansaxofoon, contrabas en piano; of viool en piano; of blazersensemble), op. 11
- 2006: - White Field, voor dwarsfluit, hobo, klarinet en piano (of sopraansaxofoon en piano), op. 13
- 2006: - Choral & Battle, voor trompet, hoorn, trombone, eufonium, tuba en slagwerk, op. 14
- 2007: - Rikka (Snow), voor sopraansaxofoon, contrabas en piano, op. 17
- 2007: - Soul of Colors, voor hobo, altsaxofoon en piano, op. 18
- 2007: - Monochrome Sky, voor tenorsaxofoon, baritonsaxofoon, trompet, hoorn, trombone, elektrische gitaar, elektrische basgitaar, toetsenbord en drumstel), op. 19
- 2007: - Oboro genso (Hazy Fantasy), voor piccolo (ook dwarsfluit), esklarinet (ook besklarinet), sopraansaxofoon (ook altsaxofoon) en contrabasklarinet, op. 21
- 2007: - arcadia, voor sopraansaxofoon, altsaxofoon, piano en drumstel, op. 22
- 2007: - Farewell Bouquet, voor eufonium en piano, op. 23
- 2007: - Kaze no mukau tokoro (Where wind goes), voor altsaxofoon en piano, op. 24
- 2007: - Sylph-id, voor 2 dwarsfluiten, klarinet en marimba, op. 25
- 2007: - Shinonome (Dawn), voor trombone en piano, op. 26
- 2008: - Gnome, voor altsaxofoon, tenorsaxofoon, baritonsaxofoon, op. 27
- 2008: - Undine, voor hoorn en piano, op. 29
- 2008: - Pillywiggins, voor blaaskwintet (dwarsfluit, hobo, klarinet, hoorn en fagot), op. 30
- 2008: - Necromancer, voor 8 klarinetten, op. 32
- 2008: - Luna, voor 2 klarinetten en basklarinet, op. 33
- 2008: - Time Gate, voor altsaxofoon en piano, op. 34
- 2008: - Neptune, voor 2 trompetten, altsaxofoon, trombone en baritonsaxofoon, op. 35
- 2008: - Morning Glory, voor trombone en piano, op. 36
- 2008: - Fairies at the Window, voor dwarsfluit, klarinet, altsaxofoon, tenorsaxofoon en basklarinet, op. 37
- 2009: - Memorial Photos, voor trombone en piano, op. 38
- 2009: - Starlight Highway, voor 3 trombones, op. 40
- 2009: - Prayer, voor altsaxofoon, tenorsaxofoon en marimba, op. 41
- 2010: - Bugaku I, voor trombone en piano, op. 42
- 2010: - Sogetsu (Blue Moon), voor viool, altsaxofoon en piano, op. 43
- 2010: - Bernina for Woodwinds Ensemble, voor 2 dwarsfluiten, 2 klarinetten, basklarinet, altsaxofoon, tenorsaxofoon en baritonsaxofoon, op. 44
- 2011: - Bell to the future, voor altsaxofoon en piano, op. 45
- 2011: - Dullahan, voor dwarsfluit, klarinet, altsaxofoon, baritonsaxofoon, trompet, hoorn, trombone en eufonium, op. 46
- 2012: - Requiem, voor trombone en piano, op. 47
- 2013: - Ivalice Landscapes, voor 2 violen, altviool, cello en piano

### Werken voor slagwerkensemble
- 2013: - Rain Drops, voor slagwerkensemble (vibrafoon, 4 marimba, 2 trommen), op. 52b